# ربيحة الدجاني
ربيحة الدجاني (1342 هـ/ 1924م - 1441 هـ/ 2020م)، صحافية وإذاعية فلسطينية.

## ميلادها ونشأتها
وُلدت ربيحة الدجاني في مدينة القدس عام 1924، تنتمي إلى أسرة "الدجاني" العريقة التي قدمت خدمات للعالم العربي ولفلسطين بالذات.
تتقن أربع لغات: العربية، الإنجليزية، الفرنسية والألمانية. حصلت على شهادة «مترك» في فلسطين عام 1938 وعلى دبلوم التربية والخدمة الاجتماعية من كلية «بينت» (Bennet) في لندن عام 1940.

## سيرتها المهنية
كانت ربيحة الدجاني أول مذيعة عربية تعمل في إذاعة القدس، حيث كتبت وقدمت برامج للمرأة في أربعينيات القرن العشرين، وأسست ركنا خاصا بالمرأة في الإذاعة كان يلقى إقبالا ومشاركة من أديبات ومربيات.
أكملت تعليمها العالي في لندن وكانت أول سيدة مسلمة ومن عائلة محافظة تقود سيارة في ذلك الزمن بعد ان عملت مرشدۃ اجتماعية في حكومة فلسطين الانتدابية. وكان ذلك أيضا خارج نطاق عمل المرأة المحدد آنذاك بالتمريض والتعليم. وكان منزلها مقر لجمعية التضامن الإجتماعي النسائي في حي القطمون- القدس.

### أعمالها التربوية في الكويت
بعد نكبة فلسطين تنقلت ربيحة بين عدة دول واستقرت في الكويت. بقيت في الكويت أربعين سنة، حيث عملت في مختلف المهن التربوية والاجتماعية، وحصلت على جنسية كويتية بفضل انجازاتها. وكان لها ولزوجها الراحل درويش المقدادي دور رئيسي في الارتقاء بالتعليم في دولة الكويت في بداية الخمسينيات من القرن الماضي، إذ لم يكن في الكويت آنذاك سوى ثلاث مدارس للبنين والبنات.
بذلت ربيحة جهودًا كبيرة في الارتقاء بالتعليم في دولة الكويت فأسست مراكز في الوزارة لـتعليم الكبار ومحو الأمية ونظرا لجهودها في أهم ميدان وأخطره وهو التعليم ورفع مستوى البلاد مُنحت الجنسية الكويتية تقديرا لها.
أسست ربيحة أول مدرسة خاصة في الكويت "مدرسة الجيل الجديد" للبنات عام 1964 لتسد ثغرة في جانب تعليم البنات في الكويت. وحصلت المدرسة على أعلى الجوائز لتفوق طالباتها في شهادة الثانوية العامة. بعد ذلك عينتها دولة الكويت مفتشة لكافة مدارس البنات في الدولة.
إلى جانب ذلك كله لم تترك ربيحة شغفها في الإذاعة فقد عملت في إذاعة الكويت منذ انشائها وأسست ركن المرأة فيها وكانت معدة ومقدمة في الوقت ذاته، وقامت بتدريب العديد من سيدات الكويت على ألوان وفنون العمل الإذاعي حتى توفَّر للكويت مدرسة تحفل بالخبرات الإذاعية المتميزة من نسائها.

## زواجها
كتبت الدجاني عن زوجها الأول يحيى اللبابيدي بعد وفاته: «كان في دار الإذاعة حركة دائمة وفيضا من الفرح وقد دب نشاطه في كل ناحية من نواحيها، فكان ينظم ويلحن ويشترك في الاحاديث والروايات، وهو فوق ذلك يديرالقسم الفني بكل حكمة ودراية».
كان لزوجها الراحل درويش المقدادي الدور الأبرز في حقل التعليم إذ كان مديرًا للتربية والتعليم في الكويت وأسس خلال عمله المعهد العربي لتعليم أبناء الشهداء في القدس والذي تفرعت منه لاحقًا جامعة القدس وجامعات أخرى. وهو الذي شجعها على الالتحاق بـالجامعة الأميركية في بيروت ونمّى فيها روح المطالعة والكتابة وقراءة الكتب التاريخية.

## إنشاء مدرسة باسمها في الخليل
عندما زارها نخبة من رجالات الخليل لشراء قطعة أرض تملكها في المدينة لبناء مدرسة عليها، قالت «إن الأرض ليست للبيع، وهي هبة مني لمشروع المدرسة» فقررت الهيئة القائمة على تنفيذ المشروع إطلاق اسم «ربيحة الدجاني» على المدرسة.
وقد ذكرت خلال حوار بان القضية التي تشغلها هي قضية الاحتلال الإسرائيلي لفلسطين والقدس الشريف.